# 丹尼·希特利
丹尼·希特利（英語：Dany Heatley，1981年1月21日—），加拿大男子冰球运动员。他曾代表加拿大国家队参加2006年和2010年冬季奥林匹克运动会冰球比赛，其中2010年冬季奥运会获得一枚金牌。